# Stars in My Crown
Stars in My Crown is een Amerikaanse western uit 1950 onder regie van Jacques Tourneur.

## Verhaal
Dominee Josiah Doziah Gray reist naar het stadje Walesburg. Die plek is in de loop der jaren zo gewelddadig geworden dat hij tijdens zijn eerste preek in een plaatselijk café al meteen zijn toehoorders onder schot houdt. Onder de leiding van Gray bouwen de inwoners van Walesburg een kerk. Gray wordt intussen verliefd op de kerkorganiste een trouwt met haar. Hij raakt tevens bevriend met Uncle Famous Brill, een zwarte met wie hij vaak gaat vissen.

## Rolverdeling
| Acteur            | Personage                     |
| ----------------- | ----------------------------- |
| Joel McCrea       | Josiah Doziah Gray            |
| Ellen Drew        | Harriet Gray                  |
| Dean Stockwell    | John Kenyon                   |
| Alan Hale         | Jed Isbell                    |
| Lewis Stone       | Dr. Daniel Kalbert Harris sr. |
| James Mitchell    | Dr. Daniel Kalbert Harris jr. |
| Amanda Blake      | Faith Radmore Samuels         |
| Juano Hernandez   | Uncle Famous Prill            |
| Charles Kemper    | Prof. Sam Houston Jones       |
| Connie Gilchrist  | Sarah Isbell                  |
| Ed Begley         | Lon Backett                   |
| Jack Lambert      | Perry Lokey                   |
| Arthur Hunnicutt  | Chloroform Wiggins            |
| Marshall Thompson | Verteller                     |